# Saman Khuda
Saman Khuda (persisk: سامان‌خدا), var den eponyme forfader af Samanidriget. Han var en fremstående person fra landsbyen Saman i Balkh-provinsen i nord-Afghanistan. I det tidlige 8. århundrede kom han til Merv, hvor han gik til hoffet af Abbasid-kaliffens guvernør i Khorasan, Asad ibn Abdallah al-Qasri. Her konverterede Saman Khuda til Islam, og opkaldte sin søn Asad efter kaliffens guvernør. Kaliffen selv, Al-Mamun, udnævnte Asads fire sønner til herskere over henholdsvis Samarkand, Fergana, Herat, Shash og Usrusjana som belønning for deres hjælp til at slå et oprør mod kaliffen ned. Dermed var Samanidriget grundlagt. Dynastiet fik sin storhedstid under Saman Khudas barnebarn (Asads søn) Ismail Samani.